# Zelandotipula chimborazo
Zelandotipula chimborazo är en tvåvingeart som först beskrevs av Alexander 1946.  Zelandotipula chimborazo ingår i släktet Zelandotipula och familjen storharkrankar.
Artens utbredningsområde är Ecuador. Inga underarter finns listade i Catalogue of Life.